# Szczuki (Łódź)
Pour les articles homonymes, voir Szczuki.
Szczuki est une localité polonaise de la gmina de Biała Rawska, située dans le powiat de Rawa Mazowiecka en voïvodie de Łódź.